# Reena Raggi

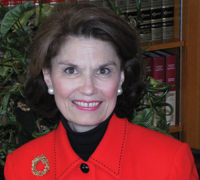
Reena Raggi

Reena Raggi (* 11. Mai 1951 in Jersey City, New Jersey) ist eine US-amerikanische Juristin und Richterin, die unter anderem zwischen 1987 und 2002 Richterin am US-Bundesbezirksgericht für den Ostdistrikt von New York (United States District Court for the Eastern District of New York) war. Sie war daraufhin von 2002 bis 2018 Richterin am US-Berufungsgericht für den 2. Gerichtsbezirk (US Court of Appeals for the Second Circuit).

## Leben
Reena Raggi, eine Frau drei Töchtern von Edward J. Raggi und dessen Ehefrau Tina Raggi, begann nach dem Schulbesuch zunächst ein grundständiges Studium am Wellesley College, welches sie 1973 mit einem Bachelor of Arts (B.A.) beendete. Ein darauf folgendes Studium der Rechtswissenschaften an der Harvard Law School, der Juristischen Fakultät der Harvard University, schloss sie 1976 mit einem Juris Doctor (J.D.) ab.
Sie wurde Mitglied der akademischen Ehrengesellschaft Phi Beta Kappa und war zunächst zwischen 1976 und 1977 juristische Mitarbeiterin von Thomas E. Fairchild, einem Richter am US-Berufungsgericht für den 7. Gerichtsbezirk (US Court of Appeals for the Seventh Circuit). Nach ihrer anwaltlichen Zulassung bei der Anwaltskammer des Bundesstaates New York (New York State Bar Association), war sie von 1977 bis 1979 als Rechtsanwältin in der Anwaltskammer Cahill Gordon & Reindel tätig.
Anschließend wechselte sie in die Staatsanwaltschaft des Bundesstaates New York und war zwischen 1979 und 1986 stellvertretende Bezirksstaatsanwältin für den Ostdistrikt. Als solche war sie von 1982 bis 1984 erst für die Abteilung Drogenkriminalität und danach zwischen 1984 und 1986 für die Abteilung Sonderverfahren tätig, ehe sie 1986 als kommissarische Bezirksstaatsanwältin für den Ostdistrikt von New York fungierte. Daraufhin war sie von 1986 bis 1987 Partnerin der Anwaltskanzlei Windels, Marx, Davies, and Ives.
Am 3. Oktober 1986 wurde Reena Raggi von US-Präsident Ronald Reagan als Richterin am US-Bundesbezirksgericht für den Ostdistrikt von New York (United States District Court for the Eastern District of New York) nominiert. Da der US-Senat kein Votum abgab, nominierte Präsident Reagan sie am 20. Januar 1987 als Nachfolgerin von Frank Altimari für den freigewordenen Posten abermals als Richterin am US-Bundesbezirksgericht für den Ostdistrikt von New York. Nach der Bestätigung durch den US-Senat am 7. Mai 1987 trat sie dieses Amt am selben Tag an und bekleidete dieses mehr als fünfzehn Jahre lang bis zum 7. Oktober 2002. 
Kurz zuvor wurde sie am 4. Oktober 2002 von Präsident George W. Bush als Nachfolgerin von Amalya Lyle Kearse für den freigewordenen Posten als Richterin am US-Berufungsgericht für den 2. Gerichtsbezirk (US Court of Appeals for the Second Circuit) nominiert. Nach der Bestätigung durch den US-Senat am 20. September 2002 trat sie dieses Amt am 4. Oktober 2002 an und bekleidete dieses fast sechzehn Jahre lang bis zum 31. August 2018. Am 31. August 2018 schied sie aus dem aktiven Richterdienst und trat in den sogenannten Senior Status, woraufhin Joseph F. Bianco ihre Nachfolge antrat.
Reena Raggi ist seit dem 14. Mai 1983 mit David William Denton verheiratet.